# Grustrådormstjärna
Grustrådormstjärna (Amphiura securigera) är en ormstjärneart som först beskrevs av Magnus Wilhelm von Düben och Johan Koren 1846.  Grustrådormstjärna ingår i släktet Amphiura och familjen trådormstjärnor. Enligt den svenska rödlistan är arten otillräckligt studerad i Sverige. Arten förekommer i Götaland. Artens livsmiljö är havet. Inga underarter finns listade i Catalogue of Life.